# Türkiye İş Bankası
Türkiye İş Bankası (« Banque du travail de Turquie »), ou plus communément İşbank,est une banque turque dont le siège est situé à Istanbul. Elle fait partie de l'indice ISE-100 de la bourse d'Istanbul.

## Histoire
La banque Türkiye İş Bankası est créée le 26 août 1924 par Mustafa Kemal Atatürk avec 2 succursales et 37 employés. La banque est alors dirigée par Celâl Bayar. Depuis sa création, le capital de la banque est public, avec 40,15 % des actions appartenant au fonds de pension de la banque, 28,09 % appartenant au parti républicain du peuple, et 31,76 % en flottant. En 1932, Isbank ouvre sa première succursale à l'étranger, à Hambourg en Allemagne.
En 1992, la banque crée İşbank GmbH à Francfort-sur-le-Main, une filiale chargée de développer les activités de la banque en Europe. İşbank GmbH ouvre sa première succursale française à Paris en 1998.
En mai 1998, le Trésor turc revend 12,3 % des actions de la banque à des investisseurs nationaux et internationaux.
Isbank lance sa banque en ligne en 1997. En 2000, Isbank s'associe à Telecom Italia Mobile pour acquérir une licence de téléphonie mobile en déboursant au total 2,25 milliards de dollars.
En octobre 2010, Isbank annonce l'acquisition de la banque russe Sofia Bank pour 40 millions de dollars[réf. souhaitée]. En décembre 2010, Proparco (filiale de l'AFD), débloque un prêt de 50 millions d'euros pour Isbank, un fonds destiné à soutenir les projets d'énergie renouvelable.
En janvier 2013, Isbank lance une application mobile pour effectuer ses paiements en magasin avec son téléphone portable. En décembre 2013, Isbank se voit infliger une amende de 26,5 millions de dollars pour irrégularités en 2009, 2010 et 2011.

## Activités
En décembre 2014, Isbank compte 1 358 agences et 24 308 employés.

### Filiales
Finances
- Anadolu Anonim Türk Sigorta Şirketi
- Anadolu Hayat Emeklilik A.Ş.
- Arap-Türk Bankası A.Ş.
- CJSC İşbank
- İş Faktoring A.Ş.
- İş Finansal Kiralama A.Ş.
- İş Gayrimenkul Yatırım Ortaklığı A.Ş.
- İş Girişim Sermayesi Yatırım Ortaklığı A.Ş.
- İş Portföy Yönetimi A.Ş.
- İş Yatırım Menkul Değerler A.Ş.
- İş Yatırım Ortaklığı A.Ş.
- İşbank AG
- Milli Reasürans T.A.Ş.
- TSKB Gayrimenkul Yatırım Ortaklığı A.Ş.
- Türkiye Sınai Kalkınma Bankası A.Ş.
- Yatırım Finansman Menkul Değerler A.Ş.

Verre
- Anadolu Cam Sanayii A.Ş.
- Paşabahçe Cam Sanayii ve Ticaret A.Ş.
- Soda Sanayii A.Ş.
- Trakya Cam Sanayii A.Ş.
- Türkiye Şişe ve Cam Fabrikaları A.Ş.

Télécommunications
- Avea İletişim Hizmetleri A.Ş.
- İş Net Elektronik Bilgi Üretim Dağıtım Ticaret ve İletişim Hizmetleri A.Ş.
- Softtech Yazılım Teknolojileri Araştırma Geliştirme ve Pazarlama Ticaret A.Ş.

Services et industrie
- Bayek Tedavi Sağlık Hizmetleri ve İşletmeciliği A.Ş. (hôpitaux)
- İş-Altınhas İnşaat Taahhüt ve Ticaret A.Ş.
- İş Merkezleri Yönetim ve İşletim A.Ş.
- Kültür Yayınları İş-Türk A.Ş.
- Nemtaş Nemrut Liman İşletmeleri A.Ş. (transports maritimes)
- TSKB Gayrimenkul Değerleme A.Ş. (immobilier)